# Lomelosia epirota
Lomelosia epirota är en tvåhjärtbladig växtart som först beskrevs av Halácsy och Antonio Baldacci, och fick sitt nu gällande namn av W. Greuter och Hervé Maurice Burdet. Lomelosia epirota ingår i släktet Lomelosia och familjen Dipsacaceae. Inga underarter finns listade i Catalogue of Life.